# Scooby-Doo! contro i Gul
Scooby-Doo! Contro i Gul (Trick or Treat, Scooby-Doo!) è un film animato per DVD e streaming del 2022 diretto da Audie Harrison basato sui personaggi di Scooby-Doo.
Il film viene pubblicato negli Stati Uniti d'America in streaming il 4 ottobre 2022 e in DVD il 14 ottobre. In Italia viene trasmesso il 19 marzo 2023 su Cartoon Network e proposto su Sky Primafila dal 30 marzo.

## Trama
Dopo aver catturato la costumista di famigerati criminali mascherati, Coco Diablo, la gang si ritrova senza nessun mistero da risolvere fino a quando dei doppelgänger fantasma identici a loro iniziano a portare scompiglio a Coolsville. I ragazzi pensano ci sia lo zampino di Coco e per scagionarsi, lei collabora con loro per risolvere il mistero.

## Produzione
Il film apparve per la prima volta sulla pagina Facebook della casa d'animazione Snipple Animation nell'agosto del 2021, la quale aveva già collaborato con Warner Bros. Animation per alcuni episodi delle serie Be Cool, Scooby-Doo! e Scooby-Doo and Guess Who?. La Snipple Animation era in cerca di animatori per tre progetti tra i quali il film in questione del quale mostrarono una immagine che faceva intendere che sarebbero stati utilizzati gli stessi design e la stessa animazione della serie Scooby-Doo and Guess Who?. 
Un anno più tardi, Amazon France e un sito di DVD australiano confermano la trama, il regista e la data d'uscita del film, prevista per ottobre del 2022. Il trailer del film viene rilasciato da Warner Bros. il 22 agosto 2022 sui vari profili social e su YouTube. Il film ha avuto una presentazione speciale al New York Comic Con, il 7 ottobre.

## Attivismo LGBT
Anche prima dell'uscita ufficiale del film, alcune clip sono divenute virali sui social per l'inclusione di temi LGBT per la prima volta in un prodotto del franchise. Il personaggio di Velma Dinkley, infatti, ammette di avere una cotta per la stilista criminale Coco Diablo, lasciandosi andare ad atteggiamenti civettuoli durante tutto il film per attirare la sua attenzione. Le clip del film dove Velma flirta con Coco sono immediatamente divenute virali, lo stesso giorno del rilascio del film e hanno raggiunto i notiziari di tutto il mondo. Inoltre, il motore di ricerca Google celebra il coming out ufficiale della ragazza con un'animazione speciale. Infatti, durante la settimana di rilascio del film, qualora si cercasse la voce "Velma" o "Velma Dinkley", delle bandiere rappresentanti la comunità LGBT+ e lesbica sarebbero scorse dall'alto dello schermo. Inoltre, anche l'attrice e cantante Hayley Kiyoko, conosciuta dai suoi fan come "Lesbian Jesus" (Gesù Lesbica) per il coraggio dimostrato nell'esprimere la sua sessualità senza filtri nei testi delle sue canzoni, ha partecipato alla celebrazione. Infatti, proprio l'attrice interpretò il personaggio nei film Scooby-Doo! Il mistero ha inizio (2009) e Scooby-Doo! La maledizione del mostro del lago (2010) e dichiara di essere contenta e orgogliosa di aver fatto parte del franchise e che finalmente Velma possa essere davvero libera di esprimere se stessa. Anche Linda Cardellini, che la interpretò nei film Scooby-Doo (2002) e Scooby-Doo 2 - Mostri scatenati (2004), dichiara in una intervista di essere felice del coming out, dopo che nei film da lei girati Velma già avrebbe dovuto essere esplicitamente omosessuale prima che la Warner scartasse l'idea.
Non è la prima volta che l'omosessualità della ragazza sia stata speculata dai fan, come successo per il film live-action Scooby-Doo del 2002, dove la scena di un bacio tra Velma e Daphne Blake fu tagliato per evitare controversie e la storyline della ragazza fu adatta per non far trapelare nessun dubbio. Dopo alcuni anni, nella serie del 2013 Scooby-Doo! Mystery Incorporated, dopo una storia andata male con il compagno di squadra Shaggy Rogers, Velma intraprende una relazione con il personaggio Marcie Fleach. Nonostante nessuna scena esplicita fu mostrata sulla relazione tra le due, fu proprio il creatore stesso Tony Cervone ed altri membri del team a confermare le teorie dei fan dicendo che Warner Bros. non gli avrebbe permesso di concretizzare la storia in modo esplicito nel cartone ma hanno fatto quello che potevano per far intendere ai fan l'omosessualità della ragazza.
Il film ha ricevuto una nomination ai GLAAD Media Awards per miglior programma d'animazione per contenuti LGBT. 

## Colonna sonora
Il film presenta tre brani originali, tra le quali una versione lenta della classica colonna sonora di Scooby-Doo! Dove sei tu? e la canzone Ballroom Blitz della band The Sweet.
- Scooby-Doo, I'm So Blue": scritta da Joseph Holiday, Zachary Kibbe, Audie Harrison, David Mook e Ben Raleigh e interpretata da Zach Kibbe;
- Gum Drops, Sugar Cane: scritta e interpretata da Ryan Shore;
- Change: scritta da Joseph Holiday e Zach Kibbe e interpretata da Joseph Holiday;
- Ballroom Blitz: scritta da Nicky Chin e Mike Chapman e interpretata dai The Sweet.

## Continuità
Si tratta del 34º film d'animazione direct-to-video di Scooby-Doo della serie principale, preceduto da Viaggio ad Altrove: Scooby-Doo! incontra Leone il cane fifone e seguito da Scooby-Doo e Krypto!.